# 이치지마역
이치지마역(일본어: 市島駅, いちじまえき 이치지마에키[*])은 일본 효고현 단바시에 위치한 서일본 여객철도의 역이다. 출퇴근 시간대에 L특급 기타긴키 호가 일부 정차하였으나 2011년 3월 12일 시각표 개정 이후엔 정차하지 않는다.

## 역 구조
상대식 승강장으로 2면 2선의 교행이 가능한 지상역이다. 각 승강장은 과선교로 연결되어 있다. 단바시 당국에 의해 서일본 여객철도 후쿠치야마 메인테크의 위탁 영업을 받고 있다. 역무원의 상주 시간은 오전 7시부터 오후 5시까지이다.

### 승강장
| 1 | ■ 후쿠치야마 선 | 상행 | 사사야마구치 · 산다 방면         |
| 1 | ■ 후쿠치야마 선 | 하행 | 후쿠치야마 방면                  |
| 2 | ■ 후쿠치야마 선 | 하행 | 후쿠치야마 방면(일부열차만 정차) |

2번 승강장이 상하행 본선, 1번 승강장이 상하행 부본선인 쌍단선 구조로 상하행 특급열차는 일부 예외를 제외하고 모두 2번 승강장에 정차하거나 통과하지만 보통 및 쾌속 열차는 교행하지 않을 시에는 상하행 모두 1번 승강장에만 정차하고, 교행시에는 상행이 1번, 하행이 2번 승강장에 정차한다.

## 역사
- 1899년 7월 15일: 한카쿠 철도 가이바라 ~ 후쿠치 간의 연장에 따라 개업.
- 1907년 8월 1일: 국유화에 따라 일본국유철도 소속이 되었다.
- 1909년 10월 12일: 노선 명칭 제정에 따라 한카쿠 선의 일부가 되었다.
- 1912년 3월 1일: 노선 명칭 개정에 따라 한카쿠 선의 후쿠치야마 선 이남이 후쿠치야마 선으로 개칭되어 그 일부가 되었다.
- 1987년 4월 1일: 민영화에 의해 서일본 여객철도의 소속이 되었다.
- 2021년 3월 3일: 서일본 여객철도 교통카드인 이코카의 사용이 개시될 예정이다.

## 인접정차역
| 서일본 여객철도 후쿠치야마 선 | 서일본 여객철도 후쿠치야마 선 | 서일본 여객철도 후쿠치야마 선 |
| ----------------------------- | ----------------------------- | ----------------------------- |
| 구로이 오사카 방면            | ■ 후쿠치야마 선               | 단바타케다 후쿠치야마 방면    |